# Dissonans
Dissonans, musikaliskt intervall, harmoni eller ackord som av flertalet människor upplevs som missljudande, icke välljudande. Motsatsen är konsonans. I harmoniläran brukar man skilja på två typer av dissonanser – betonade och obetonade. De flesta dissonanser brukar "sträva efter" att bli upplösta till en konsonans, vilket skapar avspänning.

## Typer av dissonanser

### Betonade
- förhållning
- förslag

### Obetonade
- genomgångston
- återgångston (eller växelton)
- språngton
- föruttagning